# Ben-Zion Gopstein
Ben-Zion Gopstein (également connu sous le nom de BenZi Gopstein, Bentzi Gophstein ou Bentzi Gophstain) (né le 10 septembre 1969) est un militant politique d'extrême droite,, un étudiant du rabbin raciste Meir Kahane, le dirigeant de l'organisation israélienne d'extrême droite suprémaciste juive Lehava .

## Idéologie
Gopstein est un partisan du kahanisme, une idéologie développée et promue par le rabbin Meir Kahane, fondateur de la Jewish Defense League et du parti Kach en Israël. Le Kach a préconisé l'expulsion des Arabes d'Israël et des Territoires palestiniens. Benzion Gopstein était autrefois actif au sein du mouvement Kach, qui a été interdit par Israël en 1988 parce qu'il incitait au racisme et, en 1994, louait le massacre d'Hébron commis par l'un de ses membres, Baruch Goldstein.
Ben Zion Gopstein est le fondateur de Lehava, une organisation israélienne d'extrême droite qui milite contre "l'assimilation des juifs et les mariages mixtes",.
Bentzi Gopstein est un colon qui vit à Hébron, en Cisjordanie, territoire palestinien occupé par Israël.
Il intervient en 2012 pour soutenir un extrémiste qui avait poignardé un non-Juif soupçonné de vouloir séduire une femme juive. Il affirme notamment : « C’est très triste de voir un Juif jeté en prison alors que, à l’instar de Simon et Lévi, il ne fait que préserver l’honneur d’une fille d’Israël. Dans un État juif normal, il aurait reçu une médaille. Cet homme est un héros et non un criminel. »
Il qualifie les chrétiens de « vampires buveurs de sang » et a incité les juifs à incendier les églises et mosquées. Il affirme que les chrétiens doivent être expulsés d’Israël et la fête de Noël interdite.
En janvier 2024 Ben Zion Gopstein est « reconnu coupable en Israël d'incitation au racisme après avoir qualifié les Arabes israéliens d’ennemis et de cancer ».

## Sanctions
Ben Zion Gopstein fait l'objet de sanctions de la part du Canada dès 2024, ainsi que son association Lehava.
Il est également sanctionné la même année aux États-Unis par l'administration Biden, de même que Lehava, dont les membres sont réputés avoir commis des actes de violence à l'encontre de Palestiniens, ; Donald Trump lève les sanctions dès son arrivée au pouvoir en janvier 2025.
L'Union européenne sanctionne Bentzi Gopstein en 2024, après l'avoir fait quelques mois plus tôt pour Lehava.